# Carmen Júlia Rando
Carmen Júlia Rando Bonoldi, de São Paulo, é uma modelo que ostentou o título de Miss Brasil Internacional, em 1982. Foi escolhida para representar o Brasil no Miss Internacional, realizado em Fukuoka, Japão, porém não obteve classificação.